# Amál
Az  Amál női név az Amália önállósult beceneve

## Rokon nevek
Amália, Ameli, Amélia,

## Gyakorisága
Az újszülötteknek adott nevek körében az 1990-es években szórványosan fordult elő. A 2000-es és a 2010-es években sem szerepelt a 100 leggyakrabban adott női név között.
A teljes népességre vonatkozóan az Amál sem a 2000-es, sem a 2010-es években nem szerepelt a 100 leggyakrabban viselt női név között.

## Névnapok
január 28., május 4., július 10., október 7., november 20., november 21., november 30.